# Harrison megye (Iowa)
Harrison megye az Amerikai Egyesült Államokban, azon belül Iowa államban található. Lakosainak száma 14 582 fő (2020. április 1.). Harrison megye Monona, Pottawattamie, Shelby, Crawford, Washington és Burt megyékkel határos.

## Népesség
A megye népessége az elmúlt években az alábbi módon változott:
| Lakosok száma | 14 915 | 14 795 | 14 532 | 14 431 | 14 265 | 14 582 |
|               | 2010   | 2011   | 2012   | 2013   | 2015   | 2020   |